# Dialogus Miraculorum

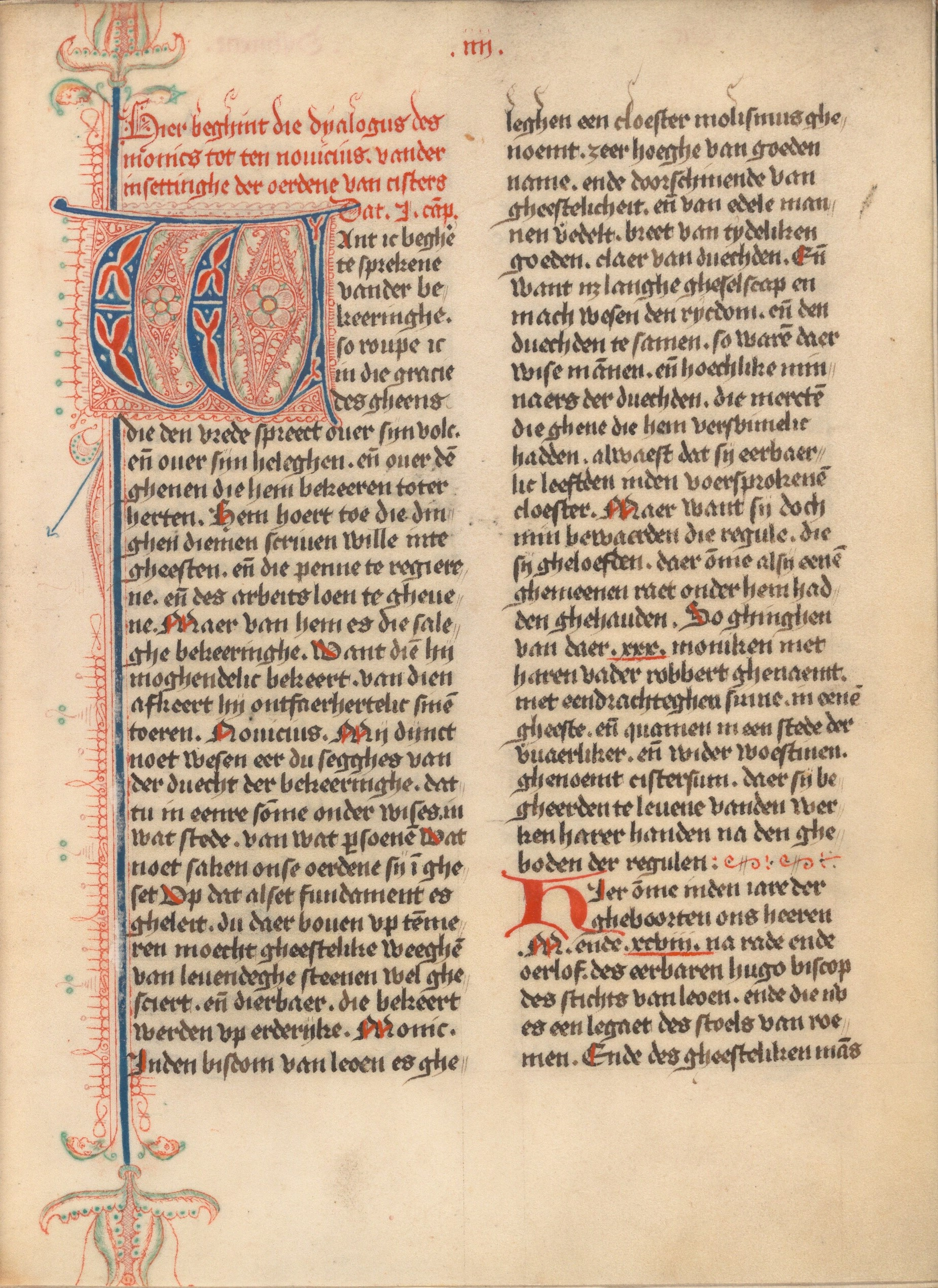
Fragment uit de eerste Middelnederlandse vertaling van de Dialogus Miraculorum van Caesarius van Heisterbach. Vervaardigd in de Nederlanden in het begin van de 16de eeuw.

Het Dialogus miraculorum is een leerboek voor monniken in dialoogvorm, geschreven in de 13de eeuw door Caesarius van Heisterbach. Tweehonderd jaar later was de tekst nog steeds populair en werd het meermaals gekopieerd en enkele keren vertaald in het Middelnederlands.

## Auteur
Caesarius van Heisterbach (ca. 1180 - ca. 1240) was monnik en novicemeester van de cisterciënzer abdij Heisterbach in het Zevengebergte dicht bij Oberdollendorf ten zuiden van Bonn in Duitsland. Waarschijnlijk vervulde Caesarius tot 1222 het ambt van novicemeester in de abdij van Heisterbach. Dat Caesarius ook nog enige tijd prior van de abdij van Heisterbach zou zijn geweest, berust op een misvatting. Caesarius geldt als een van de beste vertellers van de Middellatijnse literatuur. Zijn heldere en tegelijkertijd levendige schrijfstijl en zijn voorliefde voor dialogen in de directe rede zorgen ervoor, dat zijn verhalen ook vandaag de dag nog onderhoudend zijn. Zijn oeuvre omvat naast een groot aantal prekenbundels en Bijbelcommentaren een tweetal heiligenlevens, respectievelijk van de Keulse aartsbisschop Engelbert van Keulen en landgravin Elisabeth van Thüringen. Zijn grote faam dankt Caesarius echter aan twee grote verzamelwerken van exempla: de Dialogus Miraculorum en de Libri VIII miraculorum. Van dit laatste werk, door Caesarius bij aanvang op acht boeken begroot, heeft hij slechts twee boeken afgerond.
Vooral de Dialogus genoot onder de inwoners van het Rijnland en de Nederlanden een grote populariteit. Zijn exempels zijn, al dan niet in bewerkte of aangepaste vorm, terug te vinden in tal van Latijnse en Middelnederlandse werken uit de latere middeleeuwen. Een van de beroemdste voorbeelden hiervan is het verhaal over de kosterin Beatrix, de Beatrijs van het latere Middelnederlandse dichtwerk.

## DeDialogus miraculorum
Caesarius begon direct na het voltooien van zijn eerste homiliebundel, de Omelie morales XVIII de infancia Salvatoris, met het schrijven van de Dialogus miraculorum. Hij heeft er ruim vijf jaar aan gewerkt. In de proloog vertelt Caesarius dat hij als novicemeester gewoon was de novicen te vertellen over allerlei wonderlijke dingen die in ‘onze orde en onze tijden’ voorgevallen waren en nog dagelijks voorvielen. Sommigen hadden hem met klem gevraagd of hij deze verhalen niet wilde boekstaven. Met gepaste, en voorgewende tegenzin, zette hij zich na een bevel van zijn abt en de abt van Marienstatt aan dit werk. De Dialogus miraculorum werd geschreven tussen 1219 en 1223, met een eindredactiefase in 1224.
Het werk telt 746 kapittels verdeeld over twaalf afdelingen met ieder een eigen thema. Deze thema's zijn achtereenvolgens:
- de bekering (tot het monastieke leven),
- het berouw,
- de biecht,
- de verzoeking,
- de demonen,
- de deugd van de eenvoud,
- de heilige maagd Maria,
- verschillende visioenen,
- het sacrament van het Lichaam en Bloed van Christus,
- wonderen,
- de stervenden,
- straf en beloning der gestorvenen.

Caesarius werkte in de Dialogus de exempla om tot een dialoog tussen een vragende novice en een monnik die de vragen van de novice beantwoord. Door te kiezen voor een dialoogvorm gaf Caesarius de Dialogus het karakter van een leerboek mee. De historicus F. Tewes heeft gewezen op het feit dat de schijnbaar willekeurige opbouw van de afdelingen zich tot elkaar verhouden als fundament en bovenbouw. De eerste zes afdelingen handelen over het meritum: de dienstbaarheid en plichten van een monnik, terwijl de laatste zes afdelingen handelen over het praemium: de beloning die een dienstwillige monnik te wachten stond.
De Dialogus is dan ook meer dan een verzameling willekeurige wonderverhalen. Ruim tweeënvijftig kapittels van het boek zijn gewijd aan beknopte en heldere theoretische uiteenzettingen van theologische kwesties. Mede daardoor kan het werk worden beschouwd als een inleiding in de middeleeuws-christelijke geloofs- en zedenleer vanuit cisterciënzer perspectief.

## De eerste Middelnederlandse vertaling
De Dialogus miraculorum is tweemaal in het Middelnederlands vertaald. De eerste vertaling, die waarschijnlijk in de Zuidelijke Nederlanden tot stand kwam, was blijkens de herkomst van de handschriften zowel in het Noorden als in het Zuiden verspreid. De verspreidde handschriften bevatten steeds enkel een deel van de vertaling. Enkele van deze handschriften zijn bewaard gebleven in de Universiteitsbibliotheek Gent, de Universiteitsbibliotheek van Amsterdam, het archief van de Sankt Martinikirche, de Mazarinebibliotheek in Parijs en in het Provinciaal Archief der Minderbroeders in Sint-Truiden.